# Kaufhaus Einstein

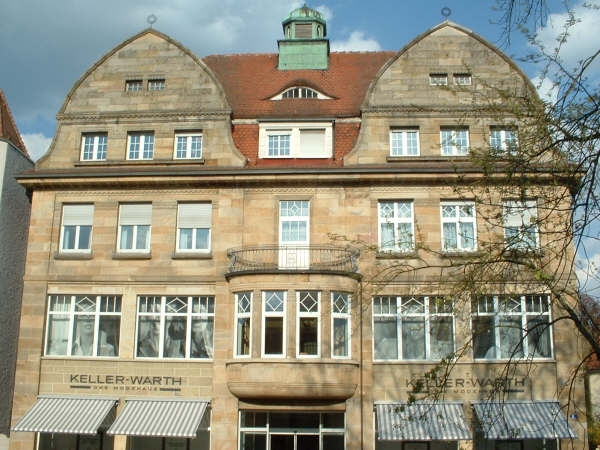
Ehemaliges Kaufhaus D. M. Einstein (2007)

Das Kaufhaus Einstein ist ein 1904 erbautes Geschäftshaus im oberschwäbischen Laupheim, das von dem 1832 gegründeten und 1936 erloschenen jüdischen Textil-Einzelhandelsunternehmen D. M. Einstein errichtet wurde.

## Unternehmensgeschichte
Seinen Ursprung hatte das Unternehmen in einem am 30. Oktober 1832 im Haus Kapellenstraße 1 von David Moses Einstein und dessen Ehefrau Klara Einstein geb. Nathan eröffneten Geschäft für Damenmoden und Kurzwaren. Im Jahr 1904 erfolgte unter Daniel David Einstein der Umzug in das neu errichtete Kaufhaus auf dem Grundstück Kapellenstraße 6 am nördlichen Ende des Laupheimer Marktplatzes. Es galt als stadtbildprägend und steht unter Denkmalschutz. Nach dem Ersten Weltkrieg übernahmen David Moses Einsteins Söhne Ludwig und Max das Geschäft. Max’ Sohn, der Schriftsteller Siegfried Einstein, nannte es in seinen Erinnerungen „das größte Kaufhaus zwischen Ulm und dem Bodensee“.
Am 1. April 1933 attackierten Parteigänger der Nazis das Kaufhaus, zerschlugen die Schaufensterscheiben und postierten die Sturmabteilung an den Eingängen, die für einige Zeit Kunden vom Einkaufen abhalten sollten. Nach diesen Vorfällen ging der Umsatz des Unternehmens über die Jahre zurück. Betrug das Gewerbekapital im Jahr 1933 noch 31.000 Reichsmark (RM), so verzeichneten die Bücher im Jahr 1936 nur noch eine Summe von 6.000 RM. In der Folge emigrierte Ludwig Einstein 1936 in die Schweiz. Sein Bruder Max Einstein wickelte den Verkauf an den neuen Eigentümer Schurr ab. Im März 1939 wurde das Kaufhaus zum Beginn des Winterschlussverkaufs als „arisierte“ Hans Schurr KG wiedereröffnet.
Im Zeitraum von März 2006 bis zum Frühjahr 2019 befand sich in dem Gebäude die Filiale einer regionalen Modehauskette.